# Battaglia di Munda (45 a.C.)
La battaglia di Munda si svolse il 17 marzo 45 a.C. nelle pianure di Munda, nel sud della Spagna. Fu l'ultima battaglia della guerra civile tra Giulio Cesare ed i repubblicani conservatori. Dopo questa vittoria, e la morte di Tito Labieno e di Gneo Pompeo il Giovane (il figlio maggiore di Pompeo), Cesare fu libero di tornarsene a Roma ed assumere il titolo di dittatore. Il suo successivo assassinio diede il via a quel processo che finì per condurre alla fine della Roma repubblicana, e all'inizio del principato con il nipote Ottaviano.

## Contesto storico
Agli inizi del 45 a.C., la guerra civile repubblicana tra le fazioni di Cesare e di Pompeo volgeva al termine. Dopo la vittoria iniziale di Dyrrhachium, l'odierna Durazzo, le sconfitte di Farsalo e di Tapso costrinsero i conservatori repubblicani, inizialmente guidati da Pompeo ad arroccarsi in Spagna. Non era, però, una situazione disperata. Sotto il comando di Tito Labieno, un valente generale, e dei fratelli Sesto e Gneo Pompeo il Giovane, i conservatori avevano usato le risorse della Spagna per arruolare un esercito di tredici legioni.
Giulio Cesare inseguì i figli di Pompeo dalle province africane fino in Spagna. Il suo scopo era quello di sconfiggere le ultime opposizioni conservatrici repubblicane. Con lui vi erano otto legioni di veterani, molti dei quali erano stati sotto il suo comando fin dai tempi delle guerre in Gallia, e 8000 cavalieri, che avrebbero determinato l'esito della battaglia. Tra le sue legioni vi erano la Legio V Alaudae, la Legio X Gemina, la Legio XIII Gemina, e la Legio III Gallica.
Svetonio racconta di un episodio curioso avvenuto nel corso di questa campagna militare. Davanti a Munda, mentre si procedette a spianare una foresta, per porvi l'accampamento delle legioni cesariane, fu trovata una palma. Cesare allora ordinò di rispettarla quasi fosse un presagio di vittoria. Poco dopo la palma cominciò a germogliare nuovi virgulti, tanto che in pochi giorni crebbero moltissimo, riempiendosi di nidi di colombi, sebbene questo genere di volatili evitino normalmente le foglie dure e rugose. Si racconta che proprio questo prodigio abbia indotto Cesare a non volere altro successore che il nipote di sua sorella, Ottaviano.

## La battaglia

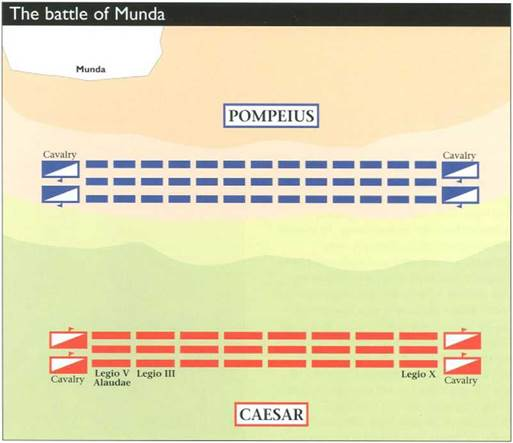
Disposizione iniziale delle truppe sul campo di battaglia.

I due eserciti s'incontrarono nelle pianure di Munda, presso l'odierna Osuna, nel sud della Spagna. L'esercito di Pompeo era accampato su una collinetta, posizione sfavorevole ad un eventuale attacco di Cesare. Rimasero a fronteggiarsi per qualche giorno, finché il 17 marzo, Cesare ingaggiò battaglia.
Il combattimento si protrasse per qualche tempo senza che si registrassero significativi progressi dall'una o dall'altra parte, il che indusse i generali ad abbandonare le loro posizioni di comando per unirsi alle truppe ed incoraggiarle di persona. Cesare assunse il comando dell'ala destra, dove stava combattendo aspramente la Legio X Equestris. La sua presenza infiammò il morale della Decima Legione, che cominciò ad avanzare. Rendendosi conto di questa manovra, Gneo Pompeo distolse una legione dal proprio fianco destro per rinforzare il sinistro che veniva attaccato. Questo si rivelò un grave errore.
Infatti l'attacco da parte della Legio X Equestris fu solo un diversivo. Una volta indebolito il fianco destro dei pompeiani, la cavalleria di Cesare sferrò un attacco che fu risolutivo per le sorti della battaglia. Contemporaneamente, Bogud, re di Mauretania alleato di Cesare e comandante della cavalleria mauretana, con un'abile manovra, attaccò da dietro i pompeiani. Tito Labieno, comandante della cavalleria pompeiana, si accorse di questo attacco e si preparò a fronteggiarlo facendo dietro-front. Ma i legionari interpretarono male questa sua manovra. Essendo già attaccati sull'ala sinistra (Legio X Equestris) e su quella destra (carica di cavalleria), credettero che Labieno stesse fuggendo. Temendo il peggio, le legioni pompeiane abbandonarono le posizioni e si diedero alla fuga.
Molti soldati pompeiani caddero mentre cercavano di fuggire dalle truppe di Cesare. Altri trovarono la morte nella difesa della città di Munda. Tito Labieno fu tra i caduti, mentre Sesto e Gneo Pompeo riuscirono a fuggire a Corduba, l'odierna Cordova.

## Conseguenze
Dopo la battaglia di Munda, Cesare procedette alla pacificazione di altre parti dell'Hispania, rimaste fedeli alla causa repubblicana, distruggendo città sospettate di ospitare Gneo e Sesto Pompeo. Gaio Didio, un comandante della flotta fedele a Cesare, colò a picco la maggior parte delle navi dei pompeiani. Gneo Pompeo dovette cercare scampo sulla terraferma, ma venne ben presto individuato e giustiziato.
Con questa vittoria, e con la pacificazione della Spagna, Cesare non aveva più opposizione. Si diresse a Roma dove assunse il titolo di dittatore. Cesare venne poi assassinato il 15 marzo dell'anno seguente (44 a.C.) da conservatori repubblicani della nuova generazione, guidati da Bruto e Cassio. Ma a quell'epoca le istituzioni repubblicane di Roma erano ormai praticamente dissolte.